# ميخائيل ليبيديف
ميخائيل ليبيديف (بالروسية: Лебедев, Михаил Иванович)‏ (و. 1811 – 1837 م) هو فنان، ورسام من الإمبراطورية الروسية، ولد في تارتو، توفي في نابولي، عن عمر يناهز 26 عاماً، بسبب كوليرا.

## التعليم
تعلم في الأكاديمية الإمبراطورية للفنون (حتى 1833)
.